# Песчанский, Владимир Дмитриевич
Владимир Дмитриевич Песчанский — советский хозяйственный, государственный и политический деятель, Герой Социалистического Труда.

## Биография
Родился в 1940 году в посёлке Верхнестепном. Член КПСС.
С 1956 года — на хозяйственной, общественной и политической работе. В 1956—2000 гг. — сакманщик, подсобник, третьяк в бригаде Г. М. Калугина, чабан отары двухлеток, отар яловых овец, ярок, чабан маточной отары, старший чабан госплемзавода «Восток» Степновского района Ставропольского края.
Указом Президиума Верховного Совета СССР от 1 февраля 1980 года присвоено звание Героя Социалистического Труда с вручением ордена Ленина и золотой медали «Серп и Молот».
Живёт в посёлке Верхнестепном Степновского района.